# Mycocaliciales
Mycocaliciales is een orde van Eurotiomycetes uit de subklasse Chaetothyriomycetidae.

## Taxonomie
De taxonomische indeling van Mycocaliciales is als volgt:
Orde: Mycocaliciales
- Familie: Mycocaliciaceae
  - Geslacht: Asterophoma
  - Geslacht: Chaenothecopsis
  - Geslacht: Mycocalicium
  - Geslacht: Phaeocalicium
  - Geslacht: Stenocybe
- Familie: Sphinctrinaceae
  - Geslacht: Pyrgidium
  - Geslacht: Sphinctrina